# Salamina (Chipre)
Salamina foi uma cidade-estado grega na costa este da ilha do Chipre, na foz do rio Pedieos, 6 km a norte da moderna cidade de Famagusta.

## História
Diversos terremotos levaram à destruição de Salamina no início do século IV e a cidade foi reconstruída, com o nome de Constância (em latim: Constantia, por Constâncio II (r. 337–361) e se tornou uma sé episcopal, cujo mais famoso ocupante foi Epifânio de Salamina. O imperador ajudou os salaminianos não apenas a reconstruírem a sua cidade, mas também liberando-os de pagar impostos por um curto período para que a nova cidade, construída em menor escala, foi batizada em sua homenagem. Desta vez, o assoreamento porto acabou levando a um novo declínio. 
A cidade foi finalmente abandonada durante as invasões árabes do século VII após as destruições provocadas por Moáuia I. Os habitantes se mudaram todos para Arsinoé (Famagusta).

### Mitologia
A cidade foi fundada por Teucro, filho de Telamon e Hesíone. Teucro foi banido por seu pai de sua terra natal, a ilha de Salamina, provavelmente porque não impediu a morte de seu meio-irmão Ájax na Guerra de Troia, e, em Chipre, fundou uma cidade dando-lhe o nome da ilha.